# Victoria Carmen Sonne
Victoria Carmen Sonne (Copenhague, 23 de abril de 1994) é uma atriz dinamarquesa. Ela teve seu primeiro papel de destaque em I blodet (2016), de Rasmus Heisterberg.

## Filmografia
- Frit fald (2011) - Mie
- Magi i luften (2011) - Therese
- You & me forever (2012) - Sofie
- Eliten (2014) - Asta
- Copenhague A Love Story (2015) - Victoria
- I blodet (2016) - Emilie
- Vinterbrødre (2017) - Anna
- Sange i solen (2017) - Julie
- Holiday (2018) - Sascha
- Usynligt hjerte (2019) - Laura
- Psykosia (2019) - Jenny